# Madina (Gana)
Madina é um subúrbio de Acra e no distrito municipal de La Nkwantanang Madina, um distrito na região da Grande Acra do sudeste de Gana. Madina fica ao lado da Universidade de Gana e abriga o Instituto de Governo Local. Madina é o décimo segundo assentamento mais populoso do Gana, em termos de população, com 137.162 pessoas.
Madina foi fundada por pessoas de diferentes origens étnicas e alguns estrangeiros liderados por Alhaji Seidu Kardo. Madina está contida no círculo eleitoral de Madina, na República de Gana. Faz fronteira com o Adentan Municipal a oeste, com a Assembleia Metropolitana de Acra a sul e com o Distrito de Akwapim Sul ao norte.

## Educação em Madina
A educação em Madina pode ser categorizada como governamental, religiosa e privada. Algumas escolas de ensino superior e de segundo ciclo localizadas no município incluem a Universidade de Estudos Profissionais (anteriormente Instituto de Estudos Profissionais), a Faculdade Universitária Islâmica de Gana (estabelecida para fornecer educação superior aos jovens muçulmanos e às comunidades menos privilegiadas ou marginalizadas de Gana), a Universidade Internacional de Wisconsin.
O Accra College of Education é a única faculdade pública de formação de professores localizada em Acra. Foi criada em 1902 com a missão de formar e orientar professores competentes para escolas básicas em Gana. Também vale mencionar a Escola Secundária Presbiteriana para Rapazes, o Instituto de Estudos de Governo Local e o Seminário Teológico da Trindade para a formação do Clero.

## Política
O sistema multipartidário de Gana permite aos cidadãos aderirem livremente a qualquer partido político de sua escolha. Candidatos parlamentares dos dois principais partidos políticos venceram as eleições parlamentares entre 2005 e 2020 para se tornarem membros do parlamento. Os membros de Madina no parlamento foram:
- 2005 a 2017 - Alhaji Bukari Amadu Sorogho
- 2017 a 2021 - Alhaji Abu-bakar e Saddique Boniface
- 2021 a 2025 - Francis Xavier Kojo Sosu[13]

## Religião e Crenças
A maioria dos moradores de Madina são muçulmanos ou cristãos, com poucos praticantes de religiões tradicionais. Embora os moradores pratiquem religiões diferentes, elas coexistem pacificamente.

## Mercado de Madina
O Mercado de Madina é um dos maiores e mais vibrantes mercados de Acra. Localizado na Rua Chief Alhaji Seidu, popularmente conhecida como Estrada Velha. Ele se estende do cruzamento de Madina Zongo até a Policlínica de Madina, em Kekele. A entrada principal fica em frente à Delegacia de Polícia Divisional de Madina. Vendedores e prestadores de serviços são ativos e competitivos. Vendedores ambulantes exibem uma variedade de itens em mesas e calçadas ao longo da rua, aumentando assim a visibilidade do mercado para viajantes e visitantes.